# It Happened in Honolulu
It Happened in Honolulu er en amerikansk stumfilm fra 1916 af Lynn Reynolds.

## Medvirkende
- Myrtle Gonzalez som Mabel Wyland.
- Val Paul som Larry Crane.
- George Hernandez som Mr. Wyland.
- Lule Warrenton som Mrs. Wyland.
- C. Norman Hammond som Jim Crane.